# 2-es villamos (Budapest, 1911–1941)
A budapesti 2-es jelzésű villamos a második világháború előtt a Keleti pályaudvar és a Dózsa György úti aluljáró között közlekedett. A járatot megszűnése előtt a Budapest Székesfővárosi Közlekedési Rt. (Beszkárt) üzemeltette.

## Története
Itt a második világháború előtti 2-es villamos története található. Ha a jelenlegi 2-es villamos története érdekel, lásd a 2-es villamosnál.

### Építése
Az útvonalat nem egyből találták ki. 1911-ben a BVV építette ki a Népszínház utca és a Király utca között.
Az összeköttetésnek megvolt az elméleti lehetősége mind az észak felé, a Városligetbe, mind nyugatra, a Duna partra vezetésnek. A cég ebből utóbbit részesítette előnyben. Ha valaki most besétálja a környéket, láthatja, hogy igen szűk belvárosi utcákról van szó, ez akkor se volt másképpen: a két irány vágányai több helyütt el sem fértek egymás mellett, ezért a villamos az Akácfa utca-Klauzál utca alternatív útvonalon tért vissza a Rókus kórház melletti végállomáshoz. A szakaszt 1911. október 27-én helyezték üzembe. 1911 végén már a Tisza Kálmán (ma: II. János Pál pápa) tér és a Szabadság tér között közlekedett. 1912 szeptemberében meghosszabbították a Keleti pályaudvarig, majd a vonal másik végén továbbvezették a Rudolf trónörökös teréig (ma Jászai Mari tér). A Dózsa György útig épített szakasz 1935-től a 15-ös viszonylatszámú lett.

### Megszüntetése
Később azonban az üzemeltetők többet akartak kihozni a viszonylatból, ezért 1927-ben összevonták a Margit hídtól északra közlekedővel, és a Dózsa György úton egészen a MÁV-aluljáróig vezették. Igazán logikus persze az lett volna, ha át is megy a vasút alatt, és Terézvároson keresztül tér vissza, de ez nem történt meg (nagy átépítésekre lett volna szükség, mivel az aluljáró belmagassága nem volt elegendő), helyette a Vágány utca vonalában épült egy fejvégállomás. 1932-ben a Népszínház utca – Somogyi Béla utca – Stáhly utca – Gyulai Pál utca útvonal lett a keleti hurokvégállomás. Ekkor már a Klauzál téri szakasszal is forgalmi gondok voltak, a kihasználtsága se volt az igazi. 1937-ben visszahelyezték a végállomást a Margit hídhoz. 1942-ben aztán megszűnt a Király utca és Rókus kórház között rész is, a teljes vonalat áthelyezték a Duna-partra (Jászai Mari tér – Eskü tér). Ettől kezdve beszélhetünk a mai 2-es villamos történetéről.

## Útvonala
| Dózsa György úti aluljáró felé: | Keleti pályaudvar felé: |
| --- | --- |
| - Keleti pályaudvar vá. - Mosoni utca - Köztársaság tér - Klauzál tér - Nagymező út - Szabadság tér - Kossuth tér - Pozsonyi út - Újpesti rakpart - Dráva utca - Dózsa György út - Dózsa György úti aluljáró vá. | - Dózsa György úti aluljáró vá. - Dózsa György út - Dráva utca - Újpesti rakpart - Pozsonyi út - Kossuth tér - Szabadság tér - Nagymező út - Klauzál tér - Köztársaság tér - Mosoni utca - Keleti pályaudvar vá. |

## Külső hivatkozások
- Régi 2-es villamos. hampage.hu. (Hozzáférés: 2013. december 28.)